# Andrea Guerra
Andréa Sebastiane Dias Guerra (Rio de Janeiro, 13 de setembro de 1970) é uma atriz, modelo e cantora brasileira.

## Biografia
Desfilou e venceu o Concurso das Panteras de 1990. Na televisão estreou e ganhou notoriedade em 1994, como a protagonista do episódio A Desinibida do Grajaú, do Caso Especial, na Rede Globo, personagem pela qual é lembrada até hoje. Atuou também na novela Mandacaru, na extinta Rede Manchete e em Dona Anja, do SBT.
Foi capa da revista Manchete (ed. nº 2091, em 1992), duas vezes da Playboy, em setembro de 1991 e em maio de 1998, e da revista Sexy, em maio de 2003. Em 1995, foi destaque no carnaval na Escola de Samba Acadêmicos do Grande Rio. Participou dos clipes das músicas "Pedra, Flor e Espinho", do Barão Vermelho, e "Saudade Bandida", da dupla Zezé di Camargo e Luciano. Vendeu produtos eróticos no canal Shoptime e fez cobertura de bailes de salões no carnaval para a TV Bandeirantes em  1999, teve pequenas participações no Zorra Total e tentou carreira como cantora. Atualmente é produtora de arte da novela Ribeirão do Tempo, na Rede Record.

## Carreira

### Televisão
- 1994 - A Desinibida do Grajaú ....  Marlene
- 1994 - Incidente em Antares .... Garota de programa
- 1995 - Você Decide "Episódio - O Corno Convicto" (A Traição) [12]
- 1996 - Dona Anja .... Chola
- 1997 - Malhação .... Afrodite [13]
- 1997 - Sobre Rodas .... apresentadora
- 1997 - Summernight .... apresentadora
- 1998 - Mandacaru .... Lana Brasil
- 2001 - Zorra Total

### Cinema
- 1999 - Annabelle .... Lorraine Warren (jovem)

### Teatro
- 2000 - Sequestro na Sauna